# الدوري البولندي الممتاز
الدوري البولندي الممتاز (
تُلفظ بالبولندية: ‎[ˌɛkstraˈklasa]‏) هي الدرجة الممتازة لكرة القدم في بولندا، ويشارك في الدوري الممتاز 18 نادي. وتم تأسيسه في عام 1927.

## سجل الأبطال

### الأندية حسب عدد بطولات الدوري
الخط الغامق يشير إلى الأندية التي تلعب حاليًا في الدرجة الأولى، في موسم 2019–20.
| الألقاب | النادي           | السنوات                                                                            |
| ------- | ---------------- | ---------------------------------------------------------------------------------- |
| 14      | كورنيك زابرزي    | 1957، 1959، 1961، 1963، 1964، 1965، 1966، 1967، 1971، 1972، 1985، 1986، 1987، 1988 |
| 14      | فيسوا كراكوف     | 1927، 1928، 1949، 1950، 1951، 1978، 1999، 2001، 2003، 2004، 2005، 2008، 2009، 2011 |
| 13      | رتش شوروزو       | 1933، 1934، 1935، 1936، 1938، 1952، 1953، 1960، 1968، 1974، 1975، 1979، 1989       |
| 13      | ليغيا وارسو      | 1955، 1956، 1969، 1970، 1994، 1995، 2002، 2006، 2013، 2014، 2016، 2017، 2018       |
| 7       | لخ بوزنان        | 1983، 1984، 1990، 1992، 1993، 2010، 2015                                           |
| 4       | كراكوفيا         | 1930، 1932، 1937، 1948                                                             |
| 4       | ويدزي لودز       | 1981، 1982، 1996، 1997                                                             |
| 2       | فوارتا بوزنان    | 1929                                                                               |
| 2       | بولونيا بيتوم    | 1954، 1962                                                                         |
| 2       | ستال ميليك       | 1973، 1976                                                                         |
| 2       | ال كي اس ودز     | 1958، 1998                                                                         |
| 2       | زاغويمبيه لوبين  | 1991، 2007                                                                         |
| 2       | شلوسك فروتسلاو   | 1977، 2012                                                                         |
| 2       | بولونيا وارسو    | 1946، 2000                                                                         |
| 1       | جاربارنيا كراكوف | 1931                                                                               |
| 1       | شومبيركي بيوتوم  | 1980                                                                               |
| 1       | بياست غليفيتسه   | 2019                                                                               |

يسرد الجدول التالي أبطال الدوري حسب مناطق بولندا (حالياً، يُعمل به منذ 1999).
| المنطقة        | الألقاب | سنوات الفوز حسب النادي                                                                          |
| -------------- | ------- | ----------------------------------------------------------------------------------------------- |
| سيليزيا        | 31      | كورنيك زابرزي (14)، رتش شوروزو (13)، بولونيا بيتوم (2)، شومبيركي بيوتوم (1)، بياست غليفيتسه (1) |
| بولندا الصغرى  | 19      | فيسوا كراكوف (14)، كراكوفيا (4)، جاربارنيا كراكوف (1)                                           |
| مازوفيا        | 15      | ليغيا وارسو (13)، بولونيا وارسو (2)                                                             |
| بولندا الكبرى  | 9       | لخ بوزنان (7)، فوارتا بوزنان (2)                                                                |
| وودج           | 6       | ويدزي لودز (4)، ال كي اس ودز (2)                                                                |
| سيليزيا السفلى | 4       | زاغويمبيه لوبين (2)، شلوسك فروتسلاو (2)                                                         |
| بودكارباتسكي   | 2       | ستال ميليك (2)                                                                                  |

## وصلات خارجية
- الموقع الرسمي باللغة البولندية
- أهداف وملخصات الدوري البولندي الممتاز باللغة البولندية
- PSN Futbol – جدول الدوري البولندي الممتاز والنتائج والأخبار باللغة الإنجليزية